# Kimono My House
| Оценки критиков  | Оценки критиков |
| Источник         | Оценка          |
| ---------------- | --------------- |
| AllMusic         | [ 5 ]           |
| Classic Rock     | 9/10            |
| Mojo             | [ 7 ]           |
| Overdose         | B+              |
| Q                | [ 9 ]           |
| Record Collector | [ 10 ]          |

Kimono My House — третий студийный альбом британо-американской рок-группы Sparks, записанный участниками группы и продюсером Маффом Уинвудом в лондонских студиях Island Records и выпущенный 1 мая 1974 года. Альбом поднялся до 4-й строчки в британских чартах, но остался практически незамеченным в США.
NME от 18 мая 1974 года вышел с изображением Рона Маэла на обложке и поместил восторженную рецензию Иэна Макдональда на альбом (который был назван «мгновенной классикой»).
Синглами из альбома вышли «This Town Ain’t Big Enough for Both of Us» добравшийся до 2-й строчки в UK Singles Chart и «Amateur Hour» занявший 7-е место.

## История создания
Работа над альбомом Kimono My House началась в ноябре 1973 года в трёх лондонских студиях Island, затем участники группы и продюсер Мафф Уинвуд перебрались в Ramport Studios, в Бэттерси, бывшую церковь, переоборудованную в современную студию участниками The Who. Сюда же были приглашены звукоинженеры Ричард Дигби-Смит (англ. Richard Digby-Smith) и Тони Платт (англ. Tony Platt).
Sparks записывали альбом во время энергетического кризиса. Едва только началась работа, руководство студии заявило о том, что энергоснабжение будет подаваться с 12 до 16 часов. Расселл Маэл вспоминал, что по вечерам делал покупки в магазинах Woolworth’s, работавших при свечах. Участники Sparks были заранее уведомлены записывающей компанией о том, что, даже если пластинка будет закончена, она может и не выйти из-за дефицита винила.

### Песни альбома
Первым был записан трек «In My Family», за ним — «Complaints». В обеих композициях (написанных основным автором Роном Маэлом) важную роль сыграл гитарист Эдриан Фишер. Впоследствии многие рецензенты отмечали, что ему удалось воздержаться от гитарных соло, характерных для арт-рока того времени.
В «Complaints» главный герой песни постоянно жалуется: сначала — на то, что (в его одежде) «всё слишком узко и не гармонирует со светом свечей»; неровные стежки («знак небрежности: азиатские руки сделали неверный шаг») даже наводят его на мысль о том, чтобы сброситься с мезонина. Эти сетования в конечном итоге надоедают «боссам», и те отправляют его в отпуск в Испанию, куда он берёт с собой возлюбленную. Когда та случайно беременеет и принимается сама сетовать на его непредусмотрительность, он не в восторге: «Она жалуется! — такая старомодная!» Рон Маэл сдержанно оценивал «Complaints»: «Всего лишь три минуты жалоб. В стерео. Первая стереофоническая головная боль».
«In My Family», в которой фамильное древо рассматривается как своего рода средство самовоспроизводства («Так оно и будет: до меня и после меня. Оно будет плодоносить много, много меня; я же — повешусь на своем фамильном древе!.») оказалась одной из многих «антисемейных» вещей в репертуаре группы, высмеивающих родственников и семейственность. Рон Маэл рассказывал, что в основу песни отчасти лёг сюжет из фильма «Гражданин Кейн» с участием Орсона Уэллса.

#### «This Town Ain’t Big Enough For Both Of Us»
Третьим по счету был записан трек «This Town Ain’t Big Enough For Both Of Us». Эту песню Рон Маэл написал летом 1973 года на фортепиано, в доме родителей. Идея звуковых эффектов, напоминавших выстрелы (и как бы поддерживавших ковбойскую кинометафору текста) принадлежала продюсеру Маффу Уинвуду. Как только трек был записан, продюсер предложил именно его выпустить синглом. Записывающая компания поддержала этот выбор. Рон Маэл некоторое время сомневался: на его взгляд, песня имела не совсем сингловое звучание. Мартин Гордон высказывал мнение, что альбом состоит из десяти потенциальных синглов.
Песня, выпущенная синглом и поднявшаяся до #2 в UK Singles Chart, вобрала в себе все элементы стиля Sparks, стала визитной карточкой группы и осталась в истории одним из самых запоминающихся хитов эры глэм-рока.
Видеоклип к песне (так называемый «промофильм») был снят режиссёром Рози Сэмвелл-Смит (женой Пола, участника Yardbirds) на южном побережье Англии, в особняке лорда Монтегю Болью (англ. Montague of Beaulieu). Фильм вышел 22 марта 1974 года, но не был показан по телевидению.
Роль реального видеоклипа сыграло выступление Sparks в программе Top of the Pops (там сыграл Мартин Гордон, вскоре состав покинувший; в ныне распространённой версии уже принимает участие заменивший его Иэн Хэмптон). Именно после этого выступления о группе заговорила вся Англия, а сингл «This Town Ain’t Big Enough For Both Of Us» поднялся до второго места, не сумев, однако, обойти The Rubettes («Sugar Baby Love»).

#### «Talent is an Asset»
Затем были записаны «Marry Me» (би-сайд, в альбом не вошедший) и «Talent Is An Asset», песня с необычным сюжетом, в котором повествование ведётся от лица родственников Альберта Эйнштейна, которые окружают его, чтобы отгонять остальных («Мы его родственники и нам тут не-родственники не нужны!»). Их забота принимает глобальный характер: они изгоняют не-родственников из комнаты, города, страны, полушария, планеты и в конечном итоге — Вселенной: «Никаких журналов: они слишком политические. Не покупайте ему джинсы, они слишком несолидные… Талант — относителен, это гипотеза. А мы — его родственники, и это — в скобках» (две последних фразы построены на игре слов: relative: «относительный»/«родственник» и parenthetical — «в скобках»/«родительский»). «Талант — это достоинство, и у нашего Альберта он есть!», — повторяют родственники в рефрене.
«Talent Is An Asset» было решено выпустить синглом в США. Расселл Маэл говорил: «Мы ощущали себя очень странно, когда исполняли на концертах песни, с такими текстами, как „Talent is an Asset“ — о молодом Альберте Эйнштейне, — а в ответ слышали визг девочек, бросавшихся на сцену».

#### «Hasta Manana Monsieur»
Тема «Hasta Manana Monsieur» — языковой барьер (с привлечением почти постоянного для ранних Sparks германского мотива). Текст песни — ироническое повествование о проблемах американца, который (по словам Рона Маэла) «…пытается пообщаться с девушкой: он понимает, что та говорит на иностранном языке, но не может понять, на каком именно. Это все равно как быть кассиром в Harrods». Лирический герой словами «Hasta Manana Monsieur» обращается к немке, за которой пытается ухаживать на зелёной лужайке:

Я пытался сказать тебе вечером, что с такой девушкой, как ты, я обойдусь и без экскурсий с гидом. Ты пыталась сказать мне в течение дня, что твои основные виды экспорта — текстиль и железная руда. Ты упомянула Канта и я был шокирован: знаешь, там, откуда я родом, девочки не произносят такие слова!
 В конце песни появляется строка, давшая название альбому: «Kimono my house mon amour — уверен, что это движение не нуждается с дополнительных словах…» В результате герой остается в пустой постели наедине с туристическим путеводителем.
При том, что «атмосферность» в мелодии «Hasta Manana, Monsieur» германская, здесь звучат кастаньеты, на которых играет Динки Даймонд.

#### «Falling In Love With Myself Again»
Седьмым по счету был записан трек «Falling In Love With Myself Again» — вальс с баварским оттенком и своего рода юмористическая «ода» нарциссизму. В аранжировке центральное место занимала шуточная перекличка гитара и бас-гитары, в которой вторая была записана намного мощнее и громче (что вызвало протесты — как ни странно, не гитариста Фишера, а басиста Гордона). Рон Маэл говорил: «Эта песня — о нашей склонности влюбляться в тех, кто на нас же похож. В идеал, которому мы хотели бы соответствовать… Сам я в себя не влюблялся ни разу. Честно говоря, я никогда себе не нравился. Я не в моем вкусе».
Между героем и его возлюбленной действительно много общего: «Похожие папы, похожие мамы, похожие собаки, кошка и рыбка». Оба загадывают одно и то же желание, задувая свечи торта (судя по всему, «не повзрослеть» — потому что «У обоих оно не сбудется: мы станем на год старше»).
Второй куплет песни описывает уже свадебную картинку:

Её рука в моей руке, моя рука — в её руке. Ну разве не сливаемся и мы в общее размытое пятно? Я и она, она и я. Ну поцелуй же, поцелуй её, — тут совпадает и мнение друзей!.. Да, похоже, я снова влюбился в себя самого. Оригинальный текст (англ.)With her hand in my hand and my hand in hers don’t we look a blur? Me and her and me and her? Hey kiss her, hey kiss her, our friends do concur. Yes I think I’m falling in love with mysekf again
Третий куплет, рисующий своеобразную картину семейного счастья («Тащу все домой и сам всё съедаю. Ну — за мое здоровье! Пусть у меня будет все хорошо!») завершается юмористическим обыгрышем игры слов в клише: «I’m burning the candle at both ends…».

#### «Thank God It’s Not Christmas»
Сезонную актуальность подчеркивал следующий трек, «Thank God It’s Not Christmas», по звучанию аранжировки почти оркестровый, но выполненный исключительно Роном Маэлом. Главный герой песни радуется тому, что «сегодня не Рождество», потому что Рождество — единственный день в году, когда он не может спастись от общества жены («Благодарение Господу за то, что сегодня не Рождество. Потому что на рождество <есть> только ты одна. И больше делать нечего»). «Эту песню очень трудно объяснить, не углубляясь в философию Moody Blues, — говорил Рон. — Каждый день можно ведь найти оправдание, чтобы куда-нибудь из дому улизнуть. Но на Рождество все закрыто, и ничего не остается, как <сидеть дома>…»

#### «Amateur Hour»
Затем были записаны «Amateur Hour» «Barbecutie» и «Here In Heaven». Первая из них высмеивает подростковое представление о том, что случайными связями можно «натренировать» себя как мужчину («Час дилетанта тянется бесконечно. Когда ты станешь профи, она даст тебе знать…. Это совсем как в игре на скрипке. Невозможно же с самого начала стать Иегуди Менухиным»). «Amateur Hour» вышел вторым синглом из альбома и имел большой успех как в Британии (#7 UK Singles Chart), так и в Европе.
Песня «Barbecutie» (юмористическая зарисовка на тему каннибализма) на раннем этапе рассматривалась как стопроцентный хит. В ходе записи Мартин Гордон вновь выдержал сражение в борьбе за «правильное» звучание своего баса и (как отмечает биограф К. Ван Брукелен) «действительно достиг возможно пика своей карьеры именно здесь, обретя свои десять секунд славы». Но окончательная версия песни была записана уже после того, как был завершен альбом Kimono My House. Оказалось, что «Barbecutie» в него не вписывается: так трек оказался на обороте сингла «This Town…»
В «Here In Heaven» повествование ведётся от лица обманутого Ромео, который как и договаривались, покончил с собой, а его девушка последовать за ним в мир иной не решилась, и теперь он страдает там в одиночестве. Первым делом Ромео описывает царствие небесное («Здесь много всяких дел и панорамный обзор вселенной, которая полностью окружает вас»); расстраивается тому, что «здесь не купишь сувениров», — но он признаётся, что ожидал худшего. Лишь одно соображение беспокоит героя всерьёз: «Это ад — знать, что твое здоровье не отпустит тебя сюда ещё долгие годы!».

#### «Equator»
Самый странный трек альбома, «Equator», производит впечатление, будто в его записи принимали участие приглашённые музыканты, но это не так: «саксофонный» звук Рон Маэл произвел на меллотроне, а «роль» женского бэкинг-бэнда сыграл Расселл, использовав наложение и ускорив плёнку. В «Equator» обыгрывается старый песенный сюжет — о парне, которому девушка назначает свидание на экваторе, он ей верит, а прибыв на место встречи («как раз на повороте»), ждёт — но ожидание его бесплодно («Все подарки — или растаяли, или издохли»). Песня была сделана умышленно «надоедливой»: позже Рон говорил, что она — для той ситуации, когда гости у вас задержались и нужно их как можно скорее выпроводить: «Equator» выполняет эту отпугивающую функцию идеально.
Во время этих студийных сессий были записаны также (оставшаяся со времен Halfnelson) «I Like Girls», «Profile», который позже появился на оборотной стороне «Get In The Swing» (из альбома Indiscreet) и «Lost And Found», по словам Раселла — «просто песня о человеке, который нашёл кошелёк и не хочет его отдавать!»
Мартин Гордон позже говорил, что не помнит, как записывался «Alabamy Right», би-сайд сингла «Never Turn…» из Propaganda. Действительно, он был взят со старой демо-плёнки, подготовленной для Island только братьями Маэлами.

### Конфликты в студии
Большинство песен записывались в процессе репетиций, и в студии время от времени возникали конфликты. Когда группа вернулась в Island Studious на Бэйсинг-стрит, Мафф Уинвуд попросил Гордона перезаписать басовую партию в «Amateur Hour». Последнему больше нравился уже подготовленный вариант. Гордон, как пишет Ван Брекелен, записал повтор, с подчеркнуто-безучастным видом, стоя у дверей студии и делая вид, что наблюдает за происходящим снаружи. Имелась тут и другая неприятная для него деталь: ему выдали инструмент Иэна Хэмптона, Fender Precision, он же всегда играл на Rickenbacker 4001; более того, был одним из первых рок-музыкантов, начавших его использовать. Rickenbacker звучит как нижний регистр фортепиано, в то время как Fender Precision — самый заурядный, «рабочий» бас. Позже произошла стычка между Мартином Гордоном и Роном Маэлом. Когда последний заметил, что бас в «In My Family» звучит слабовато, басист набросился на клавишника едва ли не с кулаками.
По завершении работы только Рон и Расселл остались в контрольном зале с продюсерами: остальных музыкантов попросили удалиться из студии. Микширование выполнили Уинвуд и звукоинженер Билл Прайс. Реакция музыкантов на конечный результат была разной. Эдриан Фишер и Динки Даймонд, почти не принимавшие участие в создании аранжировок, не высказали претензий. Но Мартин Гордон, сыгравший значительную роль в формировании композиций, вступил в спор с продюсером Уинвудом относительно «Falling In Love With Myself Again»: он утверждал, что в виньетке «вопрос-ответ» гитара Фишера звучит смехотворно слабо в сравнении с его собственным почти оглушающим басом. Гордону указали на то, что он «не понял юмора» и всё оставили по-прежнему.

## Историческое значение
Альбом поднялся в Англии до #4 места и получил высокие оценки музыкальной критики. С годами репутация Kimono My House лишь продолжала расти: альбом, в котором соединились глэм-рок, арт-рок, хард-рок, элементы мюзик-холла, оперетты и музыкальной комедии, считается классикой рок-эклектики и одним из фундаментальных «камней» в основе будущего «здания» брит-попа.
В числе музыкантов, которые говорили о влиянии, оказанном на них этим альбом, — Depeche Mode, Faith No More, Cheap Trick, The Quick, Milk n' Cookies, Erasure, Бьорк, Devo, Andrew WK, Rita Mitsouko и Сьюзи Сью. Алекс Капранос из Franz Ferdinand говорил о Sparks (времен Kimono My House): «Я не представляю себе жизни без них».
В 1974 году 15-летний Стивен Патрик Моррисси написал в редакцию NME восторженное письмо об альбоме. Несколько лет спустя, уже будучи фронтменом The Smiths, Моррисси написал письмо братьям Маэлам, рассказав, что «Kimono My House» сыграл решающую роль в его решении стать музыкантом. В 2004 году, согласившись стать куратором фестиваля Meltdown в Лондоне, Моррисси в первую очередь пригласил к участию Sparks. Братья Маэлы исполнили на этом фестивале «Kimono My House» от начала до конца. Сейчас Моррисси и Маэлы живут почти по соседству в Лос-Анджелесе. Он — практически единственный музыкант, с которым они регулярно общаются.

## Список композиций
Автор всех песен (кроме отмеченных) — Рон Маэл

### Сторона A
- «This Town Ain’t Big Enough for Both of Us» — 3:05
- «Amateur Hour» — 3:37
- «Falling In Love With Myself Again» — 3:03
- «Here In Heaven» — 2:48
- «Thank God It’s Not Christmas» — 5:07

### Сторона B
- «Hasta Mañana Monsieur» (Russell Mael and Ron Mael) — 3:52
- «Talent Is An Asset» — 3:21
- «Complaints» — 2:50
- «In My Family» (Russell Mael and Ron Mael) — 3:48
- «Equator» — 4:42

#### Бонус-треки: 21st Century Edition
- «Barbecutie» (би-сайд «This Town Ain’t Big Enough For Both of Us»)
- «Lost & Found» (B-Side 'Amateur Hour')
- «Amateur Hour» (на концерте в Fairfield Halls 09/11/1975)

## Участники записи
- Russell Mael — вокал
- Ron Mael — клавишные
- Martin Gordon — бас-гитара
- Adrian Fisher — гитара
- Norman «Dinky» Diamond — ударные
- Звукоинженеры — Richard Digby-Smith, Tony Platt
- Дизайнер — Nicholas de Ville
- Фотография — Karl Stoeker